# Chapel St Leonards
Chapel St Leonards – wieś w Anglii, w hrabstwie Lincolnshire, w dystrykcie East Lindsey. Leży 59 km na wschód od Lincoln i 193 km na północ od Londynu.